# Provița de Jos
Provița de Jos is een Roemeense gemeente in het district Prahova.
Provița de Jos telt 2454 inwoners.

## Geboren
- Dumitru Comănescu (1908-2020), landbouwingenieur, plantenziektekundige en supereeuweling